# Sistema Brasileiro de Televisão
Sistema Brasileiro de Televisão (SBT) és una cadena de televisió brasilera fundada el 19 d'agost de 1981 per l'empresari i personalitat televisiva Silvio Santos. L'empresa va ser creada després d'un concurs públic del govern federal brasiler per formar dues noves xarxes, creades a partir de les concessions revocades de les extingides xarxes Tupi i Excelsior. SBT es va finançar el mateix dia que es va signar l'acord de concessió i que l'acte va ser transmès en directe per la xarxa, de manera que aquest va ser el seu primer programa emès. Abans d'adquirir les concessions de les quatre emissores que havien de formar l'SBT, el Grupo Silvio Santos tenia des del 1976 la concessió del canal 11 de Rio de Janeiro, conegut com a TVS Rio de Janeiro (actual SBT Rio), que era un pas fonamental per donar vida a SBT.